# Godzilla (2014)
Godzilla is een Amerikaanse actie-sciencefictionfilm uit 2014, geregisseerd door Gareth Edwards. De film is een remake van de oorspronkelijke film uit 1954.
Het is de tweede film uit de Godzilla-reeks die geheel door een Amerikaanse studio is geproduceerd. De eerste was Godzilla uit 1998. De film is een samenwerking tussen Legendary Pictures en Warner Bros. Pictures. De distributie van de film is wereldwijd in handen van Warner Bros., behalve in Japan. Daar wordt de film door Toho gedistribueerd. De première was op 8 mei 2014.

## Verhaal
In 1954 wordt een Amerikaanse Castle Bravo-waterstofbom gebruikt om een reusachtig wezen dat uit de oceaan opduikt te vernietigen.
In 1999 wordt een reusachtig skelet gevonden in een ingestorte mijn in de Filipijnen. Wetenschappers Ishiro Serizawa en Vivienne Graham onderzoeken het skelet. Ze vinden twee eivormige sporen, waarvan er een opengebroken is. Ondertussen, in Japan, wordt ongewone seismische activiteit gemeten bij de Janjira-kerncentrale. Joe Brody, de opzichter van de centrale, stuurt een team van monteurs, onder wie zijn vrouw Sandra, naar de reactor voor onderzoek. Terwijl ze binnen zijn, barst de reactor open en stort de centrale in. Sandra en haar team komen hierbij om. De regio rondom de centrale wordt ontruimd en tot verboden zone verklaard. 
Vijftien jaar later zoekt Joe nog altijd naar de ware toedracht achter het ongeluk. Hij wordt opgepakt wanneer hij de verboden zone binnen wil gaan. Zijn zoon Ford, die in San Francisco woont en dient in de United States Navy, zoekt hem op. Samen dringen ze nogmaals de zone binnen in de hoop data die Joe 15 jaar geleden heeft verzameld te bemachtigen, nu met succes. Ze ontdekken nergens sporen van radioactiviteit (die volgens het officiële rapport wel aanwezig zouden moeten zijn). Ze worden betrapt door soldaten en meegenomen naar een gebouw binnen de zone. Daar zijn ze getuige van hoe een enorm gevleugeld beest uit een pop breekt en wegvliegt. Joe raakt hierbij gewond en sterft.
Een task force van de marine, geleid door admiraal William Stentz, begint een zoektocht naar het ontsnapte monster, dat ze een MUTO (Massive Unidentified Terrestrial Organism) noemen. Serizawa, Graham en Ford melden zich ook aan voor de zoektocht. Ford krijgt van de wetenschappers te horen wat er in 1954 en 1999 gebeurd is. In 1954 werd een prehistorisch roofdier, dat men Godzilla noemde, uit zijn slaap op de zeebodem gewekt door nucleaire testen. Men slaagde er niet in het beest te doden, dus werd project Monarch opgezet om het beest te observeren. In 1999 was de MUTO, die uit het in de mijn gevonden ei kwam, verantwoordelijk voor de vernietiging van de Janjira-centrale. Ford ontdekt dat de MUTO contact probeert te leggen met een ander wezen.
Het team vindt de MUTO, die zich voedt met de wrakstukken van een Russische kernonderzeeër in een bos bij Honolulu. Tijdens het gevecht tussen het leger en de MUTO duikt ook Godzilla op en veroorzaakt een tsunami die Waikiki geheel verwoest. De MUTO en Godzilla vechten even, waarna de MUTO vlucht. Ondertussen komt ook het tweede ei uit. Hieruit komt een nog grotere, vrouwelijke MUTO, die prompt Las Vegas verwoest. De twee MUTO’s leggen contact.
Stenz komt met een plan om alle drie de monsters in een keer te vernietigen met een nucleaire explosie, maar de wetenschappers keuren dit plan af. De trein die de kernkoppen voor de aanval naar San Francisco moet brengen wordt echter onderschept en verwoest door de vrouwelijke MUTO. Daarna bouwen de twee MUTO’s een nest in San Francisco’s Chinatown. Wanneer ook Godzilla in San Francisco aankomt, trekt het leger zich terug en laat de monsters met elkaar vechten. Tijdens het gevecht verwoest Ford het nest van de MUTO’s. Hierdoor wordt de vrouwelijke MUTO lang genoeg afgeleid zodat Godzilla de mannelijke MUTO kan doden. Daarna bevecht en doodt hij de vrouwelijke MUTO. Vervolgens trekt het monster zich terug in zee.

## Rolverdeling
| Acteur               | Personage       |
| -------------------- | --------------- |
| Aaron Taylor-Johnson | Ford Brody      |
| Elizabeth Olsen      | Elle Brody      |
| Bryan Cranston       | Joe Brody       |
| Juliette Binoche     | Sandra Brody    |
| Ken Watanabe         | Ichiro Serizawa |
| Sally Hawkins        | Vivienne Graham |
| David Strathairn     | Admiraal Stenz  |
| Victor Rasuk         | Tre Morales     |

## Productie
Na de film Godzilla: Final Wars uit 2004 maakte Toho bekend de komende tien jaar geen nieuwe Godzilla-films meer te maken. De sets werden gesloopt. Een jaar eerder had TriStar Pictures, de studio achter de eerste Amerikaanse Godzilla-film, de filmrechten op de Godzilla-reeks laten verlopen zonder de aanvankelijk geplande vervolgen te maken. In augustus 2004 verwierf Yoshimitsu Banno, regisseur van Godzilla vs. Hedorah, de rechten van Toho om een 3D-film te maken getiteld Godzilla 3D to the Max. Dit project kwam echter niet van de grond. In 2008 werd daarom Legendary Pictures benaderd om te helpen de film te financieren. In 2009 kreeg het project van Legendary groen licht. Op 29 maart 2010 kondigde ook Toho aan dat de deal met Legendary Pictures rond was. Reeds vanaf het begin beloofde Legendary met deze nieuwe film trouwer te blijven aan de Japanse reeks dan de vorige Amerikaanse productie. De aanvankelijk premièredatum zou in 2012 zijn, maar dat werd niet gehaald. 
In oktober 2010 werd het eerste script voor de film geschreven door David Callaham. Hij deed hiervoor onder andere onderzoek naar Godzilla’s geschiedenis, dierendocumentaires, en natuurlijke rampen. Na Callaham werkten nog vier andere schrijvers aan het script, onder wie Max Borenstein en Frank Darabont. Het script werd ook voorgelegd aan de US Army voor meer accuratesse.
Voor het ontwerp van Godzilla bekeken Edwards en zijn team alle voorgaande versies van het monster. In januari 2014 werd bekend dat Godzilla in deze nieuwe film 106 meter hoog zou worden. Zijn uiterlijk is grotendeels gelijk aan dat uit de Toho-films. Voor Godzilla’s brul stelde Toho de originele geluidsopnames uit hun films beschikbaar. Erik Aadahl ging hiermee aan de slag en ontwikkelde voor Godzilla een nieuwe brul. 
De eerste opnames van de film waren op 18 maart 2013 in Vancouver onder de werktitel "Nautilus". Er werd onder andere gefilmd bij het Vancouver Convention Centre, in BC Place en de Hi-View Lookout in Cypress Provincial Park. Op Moncton St werd een grote gevechtsscène met 200 soldaten en meerdere militaire voertuigen opgenomen. Sets van Burnaby's Canadian Motion Picture Park werden gebruikt voor San Francisco’s Chinatown. In juni en juli 2013 werd er gefilmd in Honolulu. 200 mensen werden ingehuurd als figuranten. 
Jim Rygiel had de leiding over de visuele effecten. Onder andere The Moving Picture Company (MPC), Double Negative, Weta Digital, Amalgamated Dynamics, ComputerCafe/CafeFX, Lidar VFX, Scanline VFX, The Imaginarium, Stereo D en The Third Floor werkten mee aan de effecten voor de film. De filmmuziek werd gecomponeerd door Alexandre Desplat.

## Uitgave en ontvangst
Godzilla beleefde zijn wereldpremière op 8 mei 2014 in het Dolby Theatre in Los Angeles. De film werd in zowel 2D, 3D als IMAX 3D uitgebracht. In het openingsweekend bracht de film in Amerika $93.2 miljoen op; een record voor rampenfilms. Vanaf het tweede weekend daalde de opbrengst vanwege concurrentie met de film X-Men: Days of Future Past. 
Recensies op de film zijn overwegend positief, maar er waren echter ook veel recensies met 2-3 sterren. Op Rotten Tomatoes gaf 74% van de recensenten de film een positieve beoordeling. Onder andere Godzilla’s ontwerp en de visuele effecten werden geprezen.